# ماشین حالت متناهی گسترش یافته
در یک ماشین حالت متناهی معمولی ، انتقال در ارتباط با مجموعه‌ای از شرایط بولی به عنوان ورودی و مجموعه‌ای از توابع بولی به عنوان خروجی است. در یک مدل ماشین حالت متناهی محدود (EFSM) ، انتقال می‌تواند با یک "عبارت اگر " که شامل مجموعه‌ای از شرایط محرک است، بیان شود. اگر همهٔ شرایط محرک، ارضا شوند ، انتقال خاتمه می‌یابد و ماشین را از حالت جاری به حالت بعدی می‌برد و عملیات داده‌ای خاص را اجرا می‌کند.

## تعریف
EFSM به عنوان ۷ تایی {\displaystyle M=(I,O,S,D,F,U,T)} تعریف می‌شود که در آن:
- S مجموعه‌ای از حالت هاست.
- I مجموعه‌ای از نمادهای ورودی است.
- O مجموعه‌ای از نمادهای خروجی است.
- D فضای برداری n بعدی است. {\displaystyle D_{1}\times \ldots \times D_{n}}
- F مجموعه‌ای از توابع قادر سازی است. {\displaystyle f_{i}:D\rightarrow \{0,1\}}
- U مجموعه‌ای از توابع به روز رسانی است. {\displaystyle u_{i}:D\rightarrow D}
- T تابع انتقال است. {\displaystyle T:S\times F\times I\rightarrow S\times U\times O}

## ساختار
معماری FSM: مدل EFSM از سه بلوک اصلی ترکیبی زیر تشکیل شده‌است.
- بلوک EFSM. یک ماشین حالت متناهی محدود معمولی است که گرافهای انتقال حالت مدل EFSM را تحقق می‌بخشد.
- بلوک A: یک بلوک محاسباتی است برای اجرای عملیات داده‌ای مرتبط با هر انتقال. عملکرد این بلوک بوسیلهٔ سیگنالهای خروجی بلوکهای FSM تنظیم می‌شود.
- بلوک E: بلوکی است برای ارزیابی شرایط محرک در ارتباط با هر انتقال. سیگنالهای ورودی به این بلوک متغیرهای داده‌ای هستند در حالیکه خروجی مجموعه‌ای از سیگنالهای دودویی است که بوسیلهٔ بلوک FSM برای ورودی گرفته شده‌است. اطلاعات مربوط به محاسبات اضافی با تحلیل واکنشهای بین سه بلوک پایه‌ای استخراج می‌شود. با استفاده از این اطلاعات، عملگرهای ورودی خاصی از بلوک محاسباتی و بلوک ارزیابی می‌توانند از طریق راهگاهی ورودی تحت شرایط زمان اجرای خاص، برای کاهش تغییرات غیرضروری در طراحی ثابت شوند. در سطح معماری، اگر هر ارزیابی محرک و عملیات داده به عنوان یک عمل اتمی در نظر گرفته شود، آنگاه EFSM یک راه‌اندازی با توان تقریباً پایین‌تر را به‌طور ضمنی بیان می‌کند.

رفتار چرخه‌ای EFSM می‌تواند به سه گام تقسیم شود:
1. در بلوک E، همه شرایط محرک را ارزیابی کنید.
2. در بلوک FSM، وضعیت بعدی و سیگنالهای کنترل‌کنندهٔ بلوک A را محاسبه کنید.